# Turov (berg)
Turov är ett berg i Tjeckien.   Det ligger i regionen Hradec Králové, i den nordöstra delen av landet, 130 km öster om huvudstaden Prag. Toppen på Turov är 608 meter över havet, eller 110 meter över den omgivande terrängen. Bredden vid basen är 2,4 km.
Terrängen runt Turov är kuperad åt nordost, men åt sydväst är den platt. Runt Turov är det ganska tätbefolkat, med 230 invånare per kvadratkilometer. Närmaste större samhälle är Trutnov, 17,6 km väster om Turov. Trakten runt Turov består till största delen av jordbruksmark.